# Hem-Kråkskär
Hem-Kråkskär är en ö nära Knivskär i Nagu,  Finland. Den ligger i Skärgårdshavet i Pargas stad i den ekonomiska regionen  Åboland i landskapet Egentliga Finland, i den sydvästra delen av landet. Ön ligger omkring 7 kilometer söder om Knivskär, 27 kilometer söder om Nagu kyrka, 58 kilometer söder om Åbo och omkring 170 kilometer väster om Helsingfors. Närmaste allmänna förbindelse är förbindelsebryggan vid Kopparholm som trafikeras av M/S Nordep.
Öns area är 11,6 hektar och dess största längd är 0,7 kilometer i sydöst-nordvästlig riktning. Ön höjer sig omkring 15 meter över havsytan.